# Yrondu Musavu-King
Yrondu Musavu-King (ur. 8 stycznia 1992 w Libreville) – gaboński piłkarz występujący na pozycji obrońcy.